# Torsten Gavelin
Bo Torsten Gavelin, född 2 augusti 1939 i Vilhelmina, är en svensk agronom och folkpartistisk politiker. Han var riksdagsledamot 1994–1998 för Västerbottens läns valkrets. I riksdagen var han suppleant i trafikutskottet och näringsutskottet.